# Zbigniew Ślusarski
Zbigniew Ślusarski (18 de mayo de 1947-4 de noviembre de 2004) fue un deportista polaco que compitió en remo. Fue hermano del también remero Alfons Ślusarski.
Ganó una medalla de bronce en el Campeonato Mundial de Remo de 1974, en la prueba de dos sin timonel.

## Palmarés internacional
| Campeonato Mundial | Campeonato Mundial | Campeonato Mundial | Campeonato Mundial |
| Año                | Lugar              | Medalla            | Prueba             |
| ------------------ | ------------------ | ------------------ | ------------------ |
| 1974               | Lucerna (Suiza)    | Medalla de bronce  | Dos sin timonel    |